# Jazzmatazz

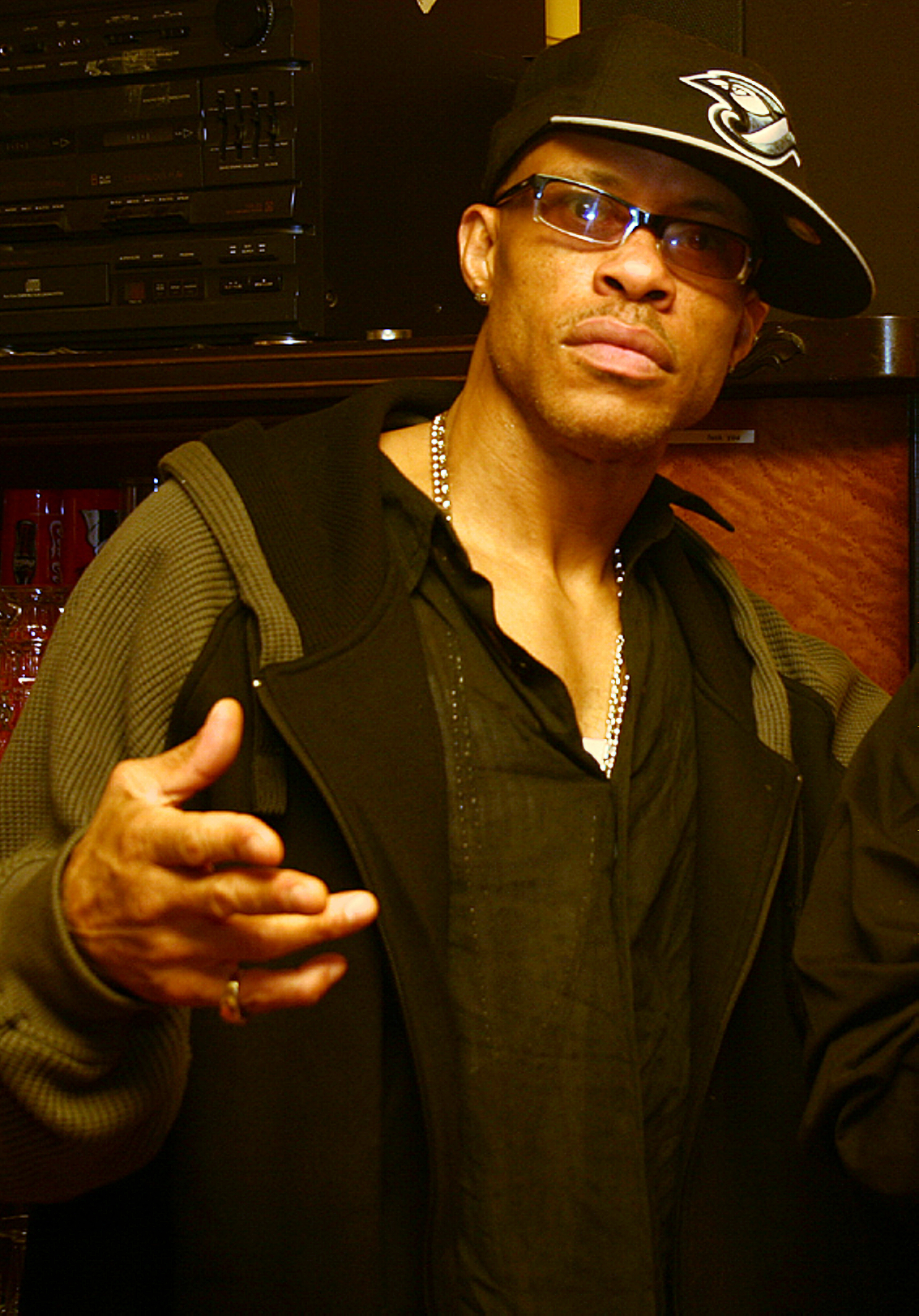
Guru 2006

Jazzmatazz ist ein Bandprojekt, das von dem US-amerikanischen Rapper Guru initiiert wurde.

## Werdegang
Bei Jazzmatazz ging es darum, eine Fusion von Jazz und Hip-Hop zu erreichen. Dazu lud Guru Sänger wie N’Dea Davenport von den Brand New Heavies und den französischen Rapper MC Solaar ins Studio ein und führte sie mit Jazzmusikern, unter anderem dem Trompeter Donald Byrd, dem Vibraphonisten Roy Ayers, dem Gitarristen Ronny Jordan und den Saxophonisten Courtney Pine sowie Branford Marsalis, zusammen. Das erste Album Jazzmatazz, Vol. 1 wurde am 18. Mai 1993 veröffentlicht. Es gilt als erste gelungene Fusion der Musikstile und revolutionierte den Jazz-Rap.
Das zweite Jazzmatazz-Album dokumentiert Musik nach einem sehr ähnlichen Konzept wie das erste. Möglicherweise kann man eine gewisse Ausdehnung auf Soulmusik erahnen, manifestiert durch das Mitwirken von Künstlern wie Chaka Khan und der Gruppe Jamiroquai. Außer einigen der obigen Musiker sind die Rapper Bahamadia, Kool Keith und Big Shug sowie der Trompeter Freddie Hubbard, der Saxophonist Kenny Garrett und der Pianist Ramsey Lewis vertreten.
Die dritte Platte mit dem programmatischen Titel Streetsoul hat einen unverkennbaren Einklang aus Soul und R ’n’ B und ist stark durch die größere Anzahl von mitwirkenden Soulkünstlern geprägt, u. a. Angie Stone, Erykah Badu, The Roots und die französischen Vokalisten Les Nubians. Darüber hinaus waren die Jazzmusiker Isaac Hayes und Herbie Hancock beteiligt.

## Diskografie

### Alben
| Jahr | Titel                                                               | Höchstplatzierung, Gesamtwochen, AuszeichnungChartplatzierungen (Jahr, Titel, Platzierungen, Wochen, Auszeichnungen, Anmerkungen) | Höchstplatzierung, Gesamtwochen, AuszeichnungChartplatzierungen (Jahr, Titel, Platzierungen, Wochen, Auszeichnungen, Anmerkungen) | Höchstplatzierung, Gesamtwochen, AuszeichnungChartplatzierungen (Jahr, Titel, Platzierungen, Wochen, Auszeichnungen, Anmerkungen) | Höchstplatzierung, Gesamtwochen, AuszeichnungChartplatzierungen (Jahr, Titel, Platzierungen, Wochen, Auszeichnungen, Anmerkungen) | Anmerkungen |
| Jahr | Titel                                                               | DE | AT | CH | UK | Anmerkungen |
| ---- | ------------------------------------------------------------------- | --- | --- | --- | --- | ----------- |
| 1993 | Jazzmatazz, Vol. I: An Experimental Fusion of Hip-hop and Jazz      | DE43 (9 Wo.)DE | — | — | UK— GoldUK |             |
| 1995 | Jazzmatazz, Vol. II: The New Reality                                | DE24 (13 Wo.)DE | AT28 (8 Wo.)AT | CH8 (10 Wo.)CH | UK— SilberUK |             |
| 2000 | Jazzmatazz, Vol. III: Streetsoul                                    | DE26 (6 Wo.)DE | AT32 (5 Wo.)AT | CH29 (8 Wo.)CH | UK74 Silber · (3 Wo.)UK |             |
| 2007 | Jazzmatazz, Vol. IV: The Hip Hop Jazz Messenger: Back to the Future | — | — | CH55 (4 Wo.)CH | — |             |

Weitere Alben
- 2008: Guru’s Jazzmatazz; The Mixtape – Back to the Future

### Singles
| Jahr | Titel Album                                        | Höchstplatzierung, Gesamtwochen, AuszeichnungChartsChartplatzierungen (Jahr, Titel, Album, Platzierungen, Wochen, Auszeichnungen, Anmerkungen) | Anmerkungen     |
| Jahr | Titel Album                                        | UK | Anmerkungen     |
| ---- | -------------------------------------------------- | --- | --------------- |
| 2000 | Keep Your Worries Jazzmatazz, Vol. III: Streetsoul | UK57 (2 Wo.)UK | mit Angie Stone |